# Siergiej Złobin
Siergiej Jurjewicz Złobin (ros. Сергей Юрьевич Злобин, ur. 29 maja 1970 roku w Moskwie) – rosyjski kierowca wyścigowy.

## Kariera
Złobin rozpoczął karierę w międzynarodowych wyścigach samochodowych w 2000 roku od startów w Rosyjskiej Formule 3 oraz Włoskiej Formule Renault. W serii rosyjskiej z dorobkiem 25 punktów uplasował się na ósmej pozycji w końcowej klasyfikacji kierowców. W późniejszych latach Rosjanin pojawiał się także w stawce Grand American Rolex Series, Euro 3000, Formula Dodge Midwestern Race Series, FIA GT Championship, 3000 Pro Series, 24-godzinnego wyścigu Le Mans, MegaFon MitJet Cup, International GT Open, Ferrari Challenge Europe - Trofeo Pirelli, 24 Hours of Barcelona, Blancpain Endurance Series, European Le Mans Series, FIA World Endurance Championship oraz United Sports Car Championship.
W 2002 Złobin pełnił funkcję kierowcy testowego zespołu Minardi w Formule 1.

## Wyniki w 24h Le Mans
| Rok  | Zespół                              | Partnerzy                  | Samochód         | Klasa | Okr. | Poz. | Klasa Pos. |
| ---- | ----------------------------------- | -------------------------- | ---------------- | ----- | ---- | ---- | ---------- |
| 2005 | Intersport Racing Cirtek Motorsport | Juan Barazi Bastien Brière | Courage C65-AER  | LMP2  | 30   | NU   | NU         |
| 2014 | SMP Racing                          | Anton Ładygin Mika Salo    | Oreca 03R-Nissan | LMP2  | 303  | 37   | 12         |